# Planinski dom pri Krnskih jezerih
Planinski dom pri Krnskih jezerih (1385m) je planinska postojanka na vzpetini Glava med Dupeljskim jezerom in ovčarijo Duplje v Julijskih Alpah. Zgrajen je bil leta 1984 in pozneje še dograjevan. Dom ima gostinski prostor s 75 sedeži in točilnim pultom. Prenočišča nudi v 19 sobah s 77 posteljami in na 19 skupnih ležiščih s 93 ležišč. V neposredni bližini doma je tudi zimski bivak z 20 ležišči in štedilnikom. Upravlja ga PD Nova Gorica in je oskrbovan od začetka junija do konca septembra.

## Dostopi
- od Doma dr. Klementa Juga v Lepeni (2h)

## Prehodi
- 2½h: do Koče pod Bogatinom (1513 m),
- 2¾h: do Doma na Komni (1520 m).

## Ture
- do Krnskega jezera 15min.
- na Krn (2244m) 3h
- na Bogatin (1977m) 2h
- na Mahavšček (2008m) 2.30h